# アクロスプラザ小平
アクロスプラザ小平 (アクロスプラザこだいら) は、東京都小平市に所在するショッピングセンターである。大和ハウス工業グループの大和情報サービスが運営する。

## 概要
2021年2月11日、日立自動車教習所の跡地に開業した。
小平市では初出店となるスーパーマーケットのロピア、サンドラッグ、サイゼリヤなどが出店している。